# Mali Zbeg, Belgrad
Mali Zbeg este o localitate în zona suburbană a orașului Belgrad, comuna Palilula, Banat, Serbia.